# Campeonato de Suecia de hockey sobre patines
El Campeonato de Suecia de hockey sobre patines fue una competición deportiva celebrada en cuatro ocasiones, entre 1997 y 2000. Se disputaba entre todos los clubes federados suecos y contaba con la participación de algunos equipos extranjeros invitados.
El hockey sobre patines nunca tuvo implantación en Suecia, a diferencia de los países vecinos Noruega y Dinamarca en los cuales ya se practicaba este deporte desde mediados del siglo XX. Sin embargo, a partir de 1988 se comenzó a practicar durante el verano por jugadores de bandy, modalidad de hockey sobre hielo que se practica con una pelota en lugar de con un disco, la cual al practicarse al aire libre solamente permite la competición durante los meses de frío. En 1994 se inscribieron los primeros equipos de hockey sobre patines en la Federación Sueca de Bandy, y en 1995 ya se puso en marcha la primera selección nacional. En 1997 se disputó el primer campeonato nacional masculino y en 1999 el primer campeonato femenino. Sin embargo el impulso inicial solamente alcanzó hasta 2000, cuando se disputó el último campeonato, y durante los primeros años del siglo XXI su práctica fue decayendo hasta acabar por desaparecer en todo el país.

## Participantes
A lo largo de las cuatro ediciones disputadas participaron en el campeonato un total de catorce clubes suecos, más otros cuatro equipos extranjeros invitados:
- Näsjö Bandygymnasium
- Veberöd RHC
- Sandviken Bandygymnasium
- St. Petri Skola Malmö
- Roller Hudlums
- Söndrum Shadows
- Arlöw Stars RHC
- IF Boltic Karlstad
- IFK Kristinehamn
- BK 99
- Broby RHC
- Dempas Pojkar
- Varberg IHC
- Smörhöle

Entre los equipos extranjeros destaca el danés Höng Hockey, único equipo de Dinamarca existente en la época moderna, el cual disputaba habitualmente este campeonato sueco al carecer de competiciones en su propio país. También participaron el equipo austriaco RHC Dornbrin, el alemán Bison Callenberg y el francés HC Fresnoy.

## Historial
| Año  | Sede         | Campeón              | Subcampeón            |
| ---- | ------------ | -------------------- | --------------------- |
| 1997 | Malmö        | Näsjö Bandygymnasium | Veberöd RHC           |
| 1998 | Kristinehamn | IF Boltic Karlstad   | Veberöd RHC           |
| 1999 | Höng         | RHC Dornbrin         | Höng Hockey           |
| 2000 | Varberg      | Veberöd RHC          | St. Petri Skola Malmö |

## Selecciones nacionales
En 1995, incluso antes de la creación del campeonato nacional, ya se creó la primera selección nacional sueca en categoría junior, la cual participó en el Campeonato europeo de hockey sobre patines Sub 20 masculino en la localidad francesa de La Roche sur Yon. La selección sueca perdió los cinco primeros partidos pero consiguió evitar la última posición al derrotar en el sexto partido a la selección de Israel. En 1996 repitió la experiencia en el campeonato disputado en la localidad italiana de Forte di Marmi, perdiendo los cinco partidos disputados y concluyendo el campeonato en última posición entre los diez participantes.
En 1998 se creó la selección absoluta, la cual participó por primera y única vez en el Campeonato europeo de hockey sobre patines masculino en la localidad portuguesa de Paços de Ferreira, finalizando en décima y última posición tras perder nuevamente los cinco partidos disputados.

- Datos: Q16541706